# Brendan Augustine
Brendan Augustine (East London, 1971. október 26. –) Dél-afrikai válogatott labdarúgó.
A Dél-afrikai Köztársaság válogatott tagjaként részt vett az 1998-as világbajnokságon, az 1997-es konföderációs kupán és az 1998-as afrikai nemzetek kupáján.

## Sikerei, díjai
Dél-Afrika
- Afrikai nemzetek kupája ezüstérmes (1): 1998